# Love of Lava
Love of Lava – kompilacja amerykańskiej grupy deathmetalowej Morbid Angel. Wydawnictwo ukazało się 16 lipca 1999 roku nakładem wytwórni muzycznej Earache Records. Limitowana do 5000 egzemplarzy edycja wydawnictwa zawierała dodatkową płytę CD zawierającą partie gitary solowej zarejestrowane a niewykorzystane na albumie Formulas Fatal to the Flesh.

## Lista utworów
Opracowano na podstawie materiału źródłowego.
| 1. Heaving Earth Lava - 00:27 2. Heaving Earth Lava (alt.) - 00:27 3. Prayer of Hatred #1 Lava - 00:39 4. Prayer of Hatred #2 Lava - 00:45 5. Prayer of Hatred #2 Lava (alt.) - 00:46 6. Bil Ur-Sag #1 Lava - 00:16 7. Bil Ur-Sag #2 Lava - 00:10 8. Bil Ur-Sag #2 Lava (alt.) - 00:10 9. Nothing Is Not Lava - 00:29 10. Nothing Is Not Lava (alt.) - 00:29 11. Chambers of Dis #1 Lava - 00:22 12. Chambers of Dis #1 Lava (alt.) - 00:23 13. Chambers of Dis #2 Lava - 00:25 14. Chambers of Dis #2 Lava (alt.) - 00:26 15. Umulamahri #1 Lava - 00:32 16. Umulamahri #2 Lava - 00:19 17. Umulamahri #2 Lava (alt.) - 00:20 18. Umulamahri #3 Lava - 00:18 19. Umulamahri #3 Lava (alt.) - 00:20 20. Hellspawn #2 Lava - 00:12 |  | 1. Hellspawn #3 Lava - 00:19 2. Covenant of Death #1 Lava - 00:27 3. Covenant of Death #2 Lava - 00:18 4. Covenant of Death #3 Lava - 00:24 5. Invocation #1 Lava - 00:26 6. Invocation #2 Lava - 01:23 7. Dominate Lava - 00:35 8. Dominate Lava (alt.) - 00:34 9. Dawn of the Angry #1 Lava - 00:25 10. Dawn of the Angry #1 Lava (alt.) - 00:25 11. Dawn of the Angry #2 Lava - 00:25 12. Burn with Me #1 Lava - 00:29 13. Burn with Me #1 Lava (alt.) - 00:30 14. Burn with Me #2 Lava - 00:22 15. Burn with Me #2 Lava (alt.) - 00:22 16. Burn with Me #3 Lava - 00:27 17. Burn with Me #3 Lava (alt.) - 00:28 18. Eyes to See #1 Lava - 00:22 19. Where the Slime Live Lava - 00:38 20. Where the Slime Live Lava (alt.) - 00:38 |